# Saint-Aubin-sur-Mer, Seine-Maritime
Saint-Aubin-sur-Mer är en kommun i departementet Seine-Maritime i regionen Normandie i norra Frankrike. Kommunen ligger i kantonen Fontaine-le-Dun som tillhör arrondissementet Dieppe. År 2022 hade Saint-Aubin-sur-Mer 175 invånare.

## Befolkningsutveckling
Antalet invånare i kommunen Saint-Aubin-sur-Mer
| Referens: INSEE |